# Microtus kermanensis
Microtus kermanensis és una espècie de mamífer rosegador de la família dels cricètids. És endèmic del sud-est de l'Iran, on viu a altituds d'entre 600 i 3.250 msnm. No se sap gaire cosa sobre el seu hàbitat i la seva ecologia. Té una llargada de cap a gropa de 114-152 mm, la cua de 43-54 mm i un pes de 41-57 g. Hi ha dades insuficients per determinar l'estat de conservació d'aquesta espècie. Anteriorment era classificat com a part de M. transcaspicus. El nom específic kermanensis significa ‘de Kerman’ en llatí.